# Zagnańsk

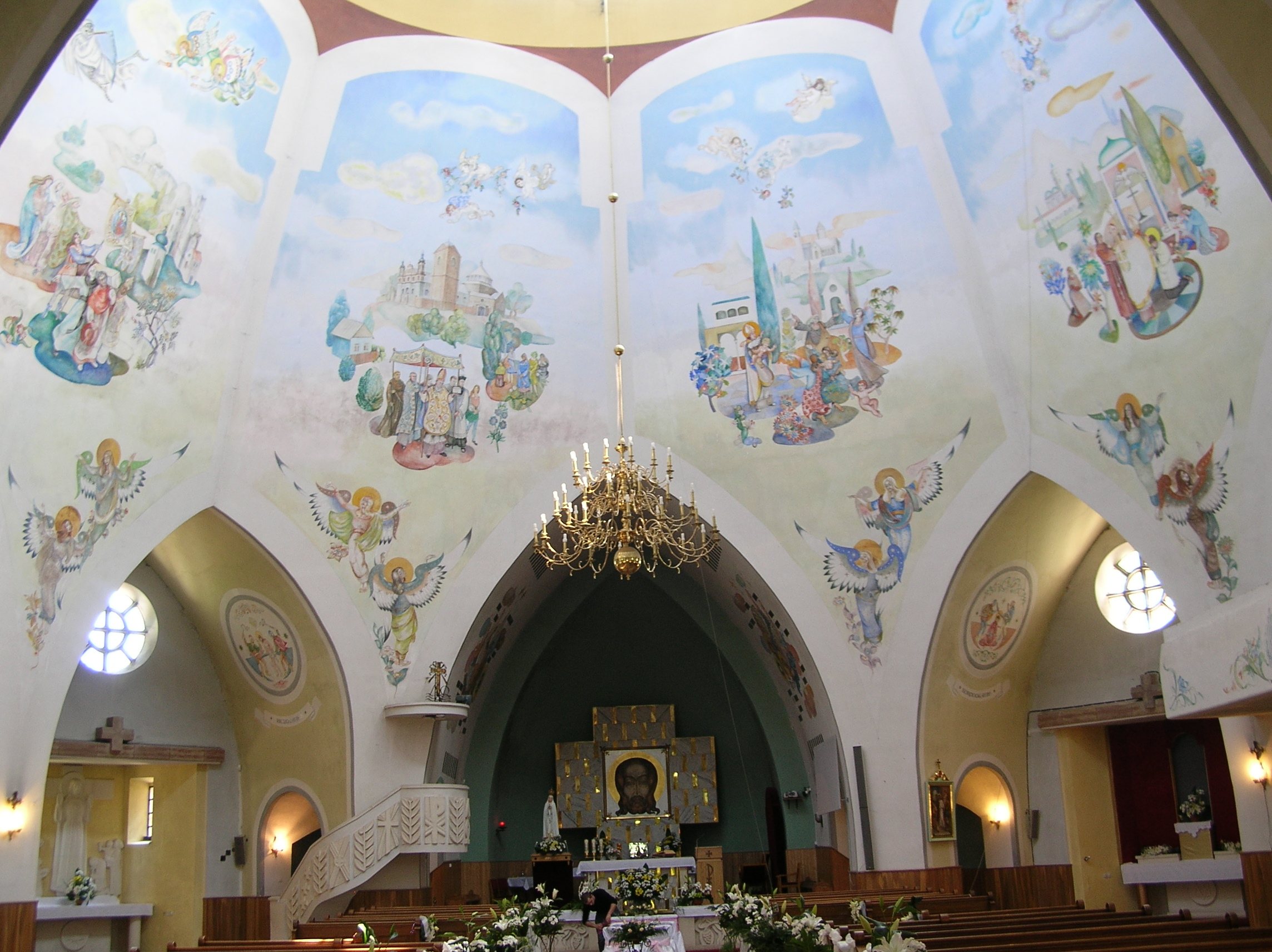
Wnętrze kościoła w Zagnańsku

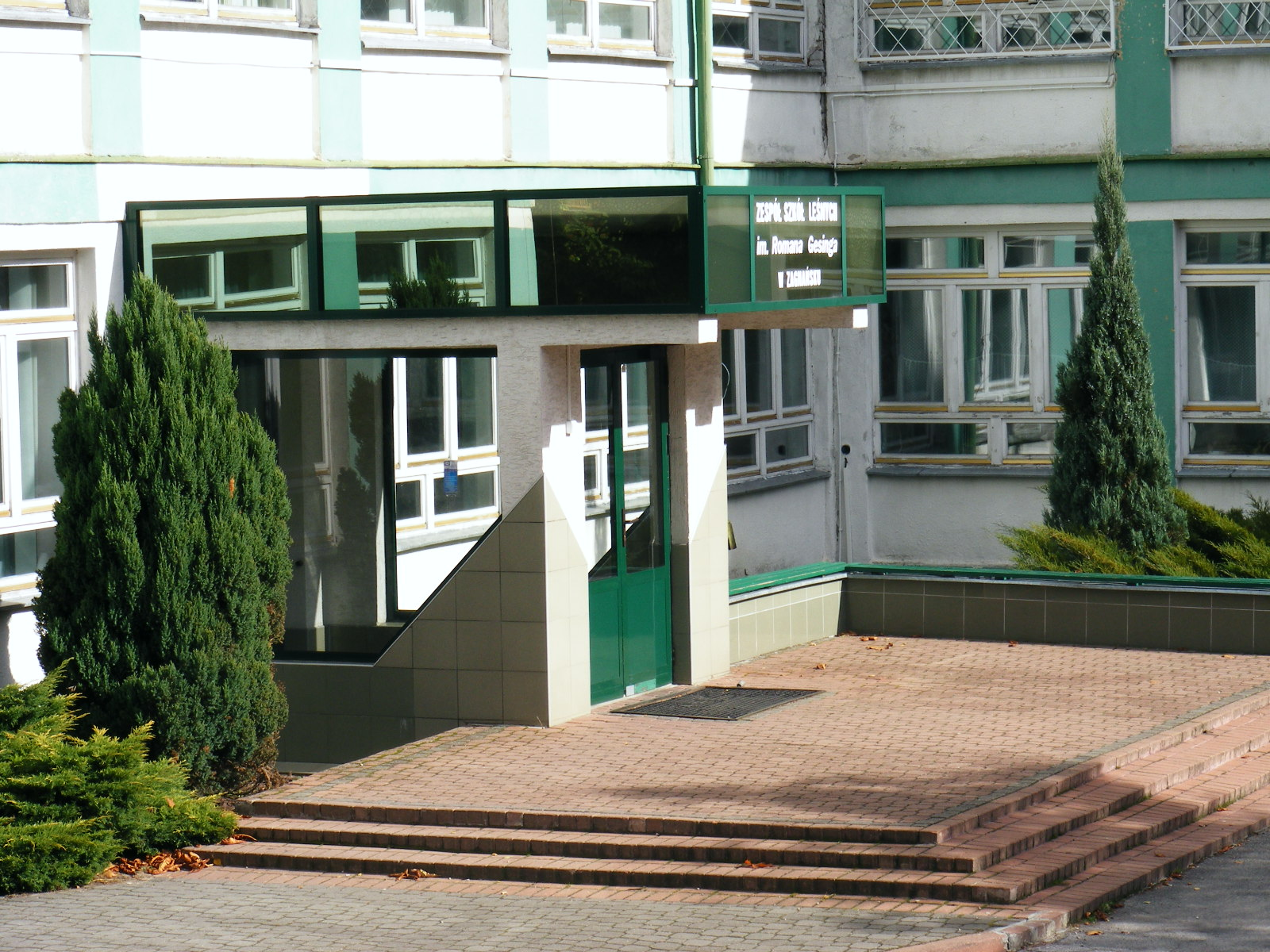
Zespół Szkół Leśnych im Romana Gesinga w Zagnańsku

Zagnańsk – wieś w Polsce położona w województwie świętokrzyskim, w powiecie kieleckim. Jest siedzibą gminy Zagnańsk.
Był wsią biskupstwa krakowskiego w województwie sandomierskim w ostatniej ćwierci XVI wieku. W latach 1975–1998 miejscowość administracyjnie należała do województwa kieleckiego.
Zagnańsk jest punktem początkowym  zielonego szlaku turystycznego prowadzącego do Bliżyna.
We wsi znajduje się stacja kolejowa na linii kolejowej nr 8 Warszawa Zachodnia – Kraków Główny. Do 1966 ważny węzeł kolejowy lokalnej sieci leśnych kolei wąskotorowych.
Przez Zagnańsk przebiega droga wojewódzka nr 750. Dojazd do Zagnańska z Kielc zapewniają autobusy komunikacji miejskiej linii 7, pociągi spółki Przewozy Regionalne oraz prywatna komunikacja autobusowa.

## Historia
Wieś znana od początków XV w. pod nazwą Zagnansko jako własność biskupów krakowskich. W 1885 roku przez Zagnańsk przeprowadzono linię kolejową z Dęblina do Zagłębia Dąbrowskiego. W latach 1916–1918 Austriacy władający tymi terenami wybudowali duży tartak, a następnie bazę główną kolejki leśnej do zwożenia drewna z pobliskich lasów (rozwijała się głównie w latach międzywojennych). Podczas II wojny światowej w Zagnańsku miały miejsce liczne akcje partyzanckie, m.in. spalenie tartaku przez Związek Odwetu (kwiecień 1942), uwolnienie transportu wywożonych na roboty Polaków (listopad 1943), zderzenie dwóch transportowców kolejowych (7 listopada 1943) oraz rozbrojenie przez oddział AK „Barabasza” grupy strażników (29 stycznia 1944).

## Zabytki
- Kościół parafialny pw. św. św. Rozalii i Marcina wzniesiony w 1664 r. przez biskupa krakowskiego Andrzeja Trzebickiego, rozbudowany w 1906 i 1953 r.

Kościół oraz dzwonnica z przełomu XIX/XX w. zostały wpisane do rejestru zabytków nieruchomych (nr rej.: A.477/1-2 z 8.01.1957, z 9.04.1972 i z 4.05.1987).
- Cmentarz parafialny (nr rej.: A.478 z 25.06.1992)[7] z mogiłami żołnierzy z 1939 r.
- Wille drewniane z okresu dwudziestolecia międzywojennego, przy ulicach Spacerowej i Leśnej. W jednej z nich, willi „Marysieńka”, znajduje się zabytkowa apteka.
- Dąb Bartek – jeden z najstarszych dębów w Polsce.

## Instytucje
- ZHP, Gminny Związek Drużyn Harcerskich "Szkarłatni", a w tym:
- ZHP, 48 Zagnańska Drużyna Wielopoziomowa "Skała":
- ZHP, 25 Drużyna Harcerska im. Zenka Borowskiego z Samsonowa
- Gminna Biblioteka Publiczna mieszcząca się w budynku Samorządowego Zespołu Ośrodków Zdrowia.
- Urząd gminy przy ul. Spacerowej 6
- Zespół Szkół Leśnych im. Romana Gesinga
- Urząd pocztowy (Poczta Polska)
- Zespół Szkoły Podstawowej nr 2,Przedszkola i Gimnazjum im. Stanisława Staszica przy ul. Turystycznej 59
- Gminny Ośrodek Pomocy Społecznej
- Nadleśnictwo Zagnańsk
- Sklep Lewiatan
- Sklep Biedronka

## Osoby związane z Zagnańskiem
- Włodzimierz Kiniorski „Kinior” – urodzony w Zagnańsku polski muzyk i kompozytor.
- Henryk Milcarz – urodzony w Zagnańsku, polski polityk, poseł na Sejm V i VI kadencji.
- Andrzej Piskulak – mieszkaniec Zagnańska polski pisarz, dziennikarz, redaktor.
- Adam Wolski – urodzony w Zagnańsku artysta malarz, rzeźbiarz, grafik, scenograf.